# Bengt Lindroth
Bengt Oscar Lindroth, född 12 maj 1942 i Uppsala, är en svensk journalist och författare. 
Bengt Lindroth, som är son till Sten Lindroth, studerade vid Uppsala universitet. Han har framför allt varit bevakare av de nordiska länderna, bland annat som korrespondent stationerad i Finland för Sveriges Radio. Han var tidigare politisk redaktör på Expressen 1985–1994 samt kolumnist i Sydsvenska Dagbladet och Hufvudstadsbladet. Vidare skriver han i Upsala Nya Tidning och veckomagasinet Fokus.